# Lumbrineris acutiformis
Lumbrineris acutiformis är en ringmaskart som beskrevs av José María Alfono Félix Gallardo 1968. Lumbrineris acutiformis ingår i släktet Lumbrineris och familjen Lumbrineridae. Inga underarter finns listade i Catalogue of Life.